# Lycium deserti
Lycium deserti ist eine Pflanzenart aus der Gattung der Bocksdorne (Lycium) in der Familie der Nachtschattengewächse (Solanaceae).

## Beschreibung
Lycium deserti ist ein robuster, aufrecht wachsender Strauch mit einer Wuchshöhe von 1 bis 2 m. Die Laubblätter sind behaart, 3 bis 14 mm lang und 1 bis 2,5 mm breit.
Die Blüten sind zwittrig und vierzählig. Der Kelch ist glockenförmig und unbehaart bis fein behaart. Die Kelchröhre hat eine Länge von 1 bis 1,8 mm und ist mit 0,5 bis 1 mm langen Kelchlappen besetzt. Die Krone ist röhrenförmig und weiß gefärbt. Ihre Kronröhre ist 12 bis 16,5 mm lang, die Kronlappen erreichen 1,5 bis 1,8 mm. Die Staubfäden sind an der Basis fein behaart.
Die Früchte sind kugelförmige bis eiförmige Beeren, die eine Einschnürung aufweisen. Sie sind 5 bis 7 mm lang und 4 bis 5 mm breit. Sie enthalten je Fruchtknotenfach zwei bis drei Samen.

## Vorkommen
Die Art kommt in den chilenischen Provinzen Antofagasta und Atacama vor.

## Belege
- J.S. Miller und R.A. Levin: Lycium deserti. In: Project Lycieae